# 3563 Canterbury
3563 Canterbury је астероид главног астероидног појаса чија средња удаљеност од Сунца износи 2,796 астрономских јединица (АЈ).
Апсолутна магнитуда астероида је 11,9.